# Stefan Mücke
Stefan Mücke, född den 22 november 1981 i Berlin, Tyskland, är en tysk racerförare.

## Racingkarriär
Mücke körde i flera år i det Tyska F3-mästerskapet, där han som bäst blev tvåa, vilket han blev 2001. Efter det körde han i DTM under flera år, bland annat i familjeteamet Mücke Motorsport. Han nådde sin bästa placering sin sista säsong i serien, då han 2006 blev tolva. Från och med 2007 satsade Mücke på sportvagnar, och Le Mans Series, där han 2008 slutade femma i LMP1 tillsammans med Jan Charouz.